# Volga Ukraine
，是俄罗斯电影发行公司伏尔加电影于乌克兰设立的子公司，也是乌克兰五家最大的电影发行商之一。总部分别设立于美国洛杉矶及俄罗斯的莫斯科。

## 分销商
狮门娱乐（与Lionsgate Films和顶峰娱乐一起）、等。